# 19 april
19 april is de 109de dag van het jaar (110de dag in een schrikkeljaar) in de gregoriaanse kalender. Hierna volgen nog 256 dagen tot het einde van het jaar.

## Gebeurtenissen
- Algemeen

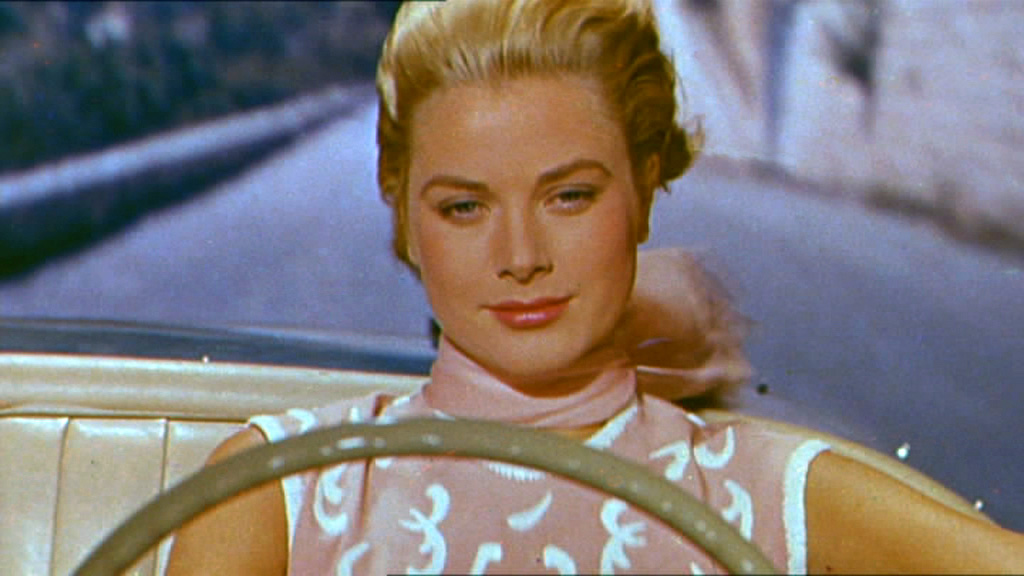
Grace Kelly
gehuwd in 1956

  - 1600 - Het Nederlandse Galjoen De Liefde bereikt als eerste Japan.
  - 1956 - Prins Rainier III van Monaco trouwt met de Amerikaanse actrice Grace Kelly, die voortaan als "Prinses Gracia" door het leven mag gaan..
  - 1975 - Het hotelschip Prinses Irene brandt af in Keulen. Het schip met patiënten van De Zonnebloem aan boord vergaat en 22 mensen komen om.
  - 1993 - Na een kort en fel vuurgevecht beveelt sekteleider David Koresh om alle verblijven van zijn godsdienstige sekte bij Waco in Texas, in brand te steken.
  - 1995 - Het Alfred P. Murrah Federal Building in Oklahoma City wordt gedeeltelijk opgeblazen, waarbij 168 mensen omkomen.

- Media
  - 1906 - Maurice Brébart en Fernand Oedenkoven stichten de krant La Dernière Heure.
  - 1980 - Na 577 afleveringen is Pipo de Clown voor het laatst op tv.
  - 1987 - Eerste verschijning van The Simpsons op de Amerikaanse televisie, als onderdeel van The Tracey Ullman Show.
  - 2006 - Voor het eerst in zijn geschiedenis zijn er twee nummers 1 in de Afrekening van Studio Brussel.

- Oorlog
  - 1942 - De Protestantse en Rooms-Katholieke kerken in Nederland protesteren tegen de Jodenvervolging. In de kerken wordt een protestbrief voorgelezen naar aanleiding van het bord ‘Verboden voor Joden’.
  - 1943 - Het twintigste jodentransport vanuit de Dossinkazerne te Mechelen richting Auschwitz wordt op de spoorlijn Mechelen-Leuven (tussen Boortmeerbeek en Haacht) tegengehouden door drie jonge verzetslieden waardoor een aantal van de gedeporteerden kon ontsnappen. Nergens in Europa werd er tijdens de Tweede Wereldoorlog een dergelijke bevrijdingsactie uitgevoerd.
  - 1943 - De joodse Opstand in het getto van Warschau begint.
  - 1945 - Kamp Amersfoort wordt overgedragen aan het Rode Kruis.
  - 1945 - De Duitsers zetten de Wieringermeerpolder onder water om de opmars van de geallieerden te vertragen.
  - 2016 - Het dodental bij de bloedige aanslag in de Afghaanse hoofdstad Kabul stijgt tot 64. Daarnaast raken er bijna 350 mensen gewond.

- Politiek
  - 1902 - De pogrom van Chisinau.
  - 1939 - Bij de Statenverkiezingen boekt de NSB opnieuw verlies.
  - 1995 - De ETA pleegt een aanslag op José María Aznar, Spaans politicus en latere premier van Spanje. De aanslag mislukt.
  - 1999 - Het Duitse parlement verhuist van Bonn naar de vernieuwde Rijksdag in Berlijn.
  - 2012 - Hoge functionarissen in de regering van president Hugo Chávez van Venezuela hebben geprobeerd rechtszaken in het land te manipuleren, aldus een voormalige Venezolaanse rechter bij het hooggerechtshof in een tv-interview.
  - 2017 - Honderdduizenden Venezolanen gaan de straat op om te protesteren tegen de regering. Bij de protesten komen drie mensen om het leven.

- Religie
  - 1665 - Heiligverklaring van Franciscus van Sales (1567-1622), Frans bisschop van Genève, door paus Alexander VII.
  - 1962 - Bisschopswijding van twaalf kardinalen in de basiliek van Sint-Jan van Lateranen in Rome door paus Johannes XXIII.
  - 2005 - De Duitser Joseph Ratzinger wordt gekozen tot paus Benedictus XVI.

- Sport
  - 1879 - Oprichting van de Zwitserse voetbalclub FC St. Gallen.
  - 1925 - Oprichting van de Chileense voetbalclub Colo-Colo.
  - 1950 - Oprichting van de Colombiaanse voetbalclub Unión Magdalena.
  - 1959 - In de Tsjechische stad Ostrava wordt voetbalstadion Bazaly officieel in gebruik genomen.
  - 1978 - Eddy Merckx rijdt zijn laatste wielerkoers.
  - 1998 - Ronny Ligneel wint de veertiende editie van de marathon van Antwerpen in een tijd van 2:15.22.
  - 2009 - Voetbalclub AZ wordt voor de tweede keer in de clubhistorie kampioen van de Nederlandse Eredivisie.
  - 2024 - De KNVB legt SBV Vitesse een zware straf op wegens het niet voldoen aan de licentie-eisen: er worden 18 punten in mindering gebracht, waardoor de club automatisch degradeert uit de Eredivisie.

- Wetenschap en technologie
  - 1943 - Albert Hofmann ontdekt het hallucinogene effect van lsd.
  - 1966 - De Amerikaanse chirurg Michael DeBakey voorziet een patiënt van een plastic kunsthart. De patiënt overlijdt enkele dagen later.
  - 1967 - De Amerikaanse maanverkenner Surveyor 3 maakt een zachte landing op de maan.
  - 1971 - De Sovjet-Unie lanceert de Saljoet 1, het eerste Russische ruimtestation.[1]
  - 2004 - André Kuipers wordt als derde in Nederland geboren ruimtevaarder gelanceerd. Zijn bestemming is het Internationaal ruimtestation (ISS).
  - 2013 - In de Nederlandse stad Zutphen wordt door archeologen een quadrans ontdekt. Het stamt uit het begin van de veertiende eeuw en is daarmee het oudste ‘horloge’ dat ooit in het noorden van Europa is teruggevonden.
  - 2023 - Lancering van een Falcon 9 raket van SpaceX vanaf Kennedy Space Center Lanceercomplex 40 voor de Starlink Group 6-2 missie met 21 Starlink satellieten.[2]
  - 2023 - Ruimtewandeling van de Roskosmos kosmonauten Sergej Prokopjev en Dmitri Petelin met als belangrijkste doel het verplaatsen van een onderdeel van de Rassvet module naar de Naoeka module van het ISS.[3]
  - 2024 - Lancering van een Falcon 9 raket van SpaceX vanaf Cape Canaveral Space Force Station Lanceercomplex 40 (SLC-40) voor de Starlink Group 6-52 missie met 23 Starlink satellieten.[4]

## Geboren

Christina I van Zweden
geboren in 1626

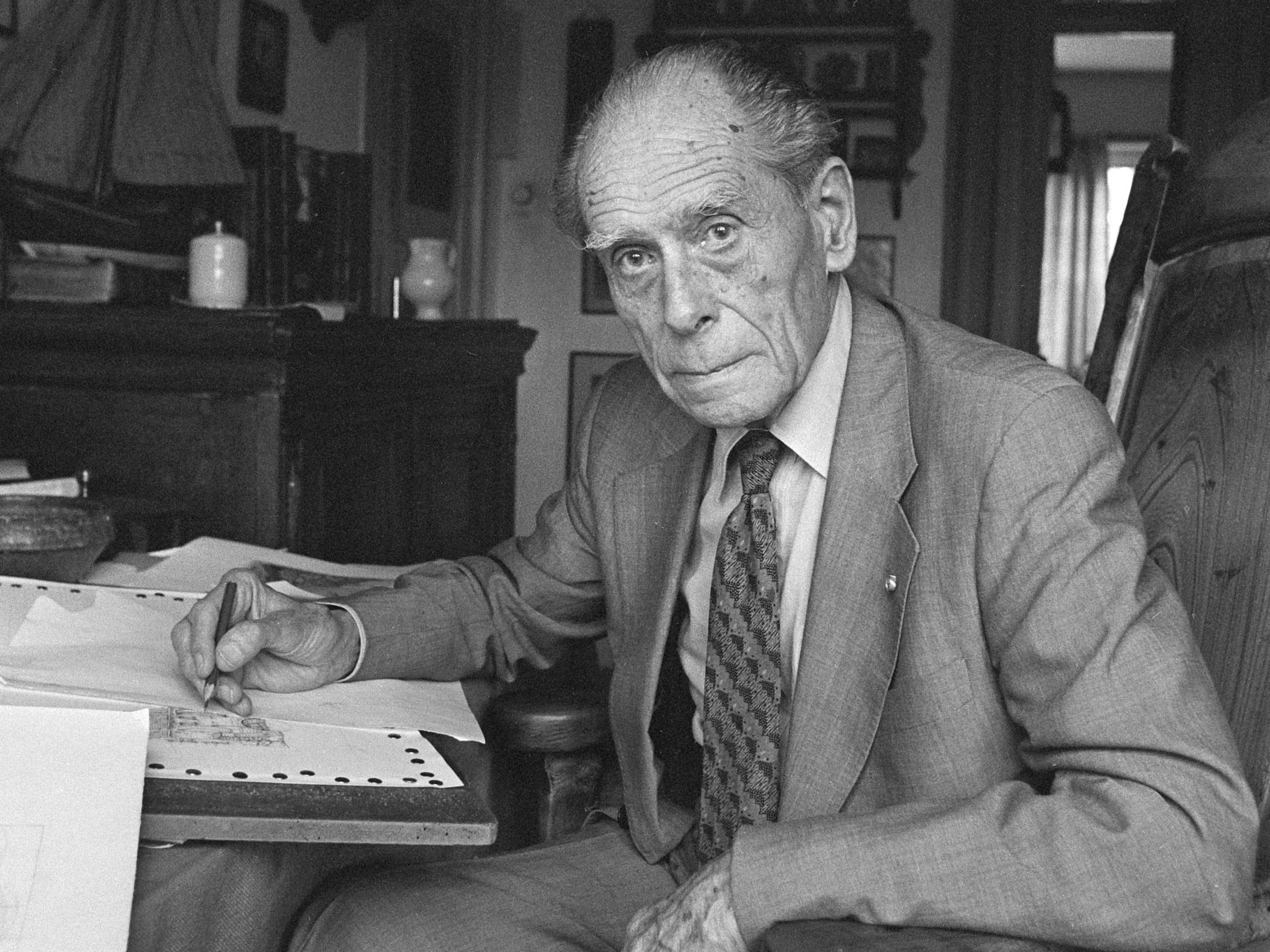
Anton Pieck
geboren in 1895

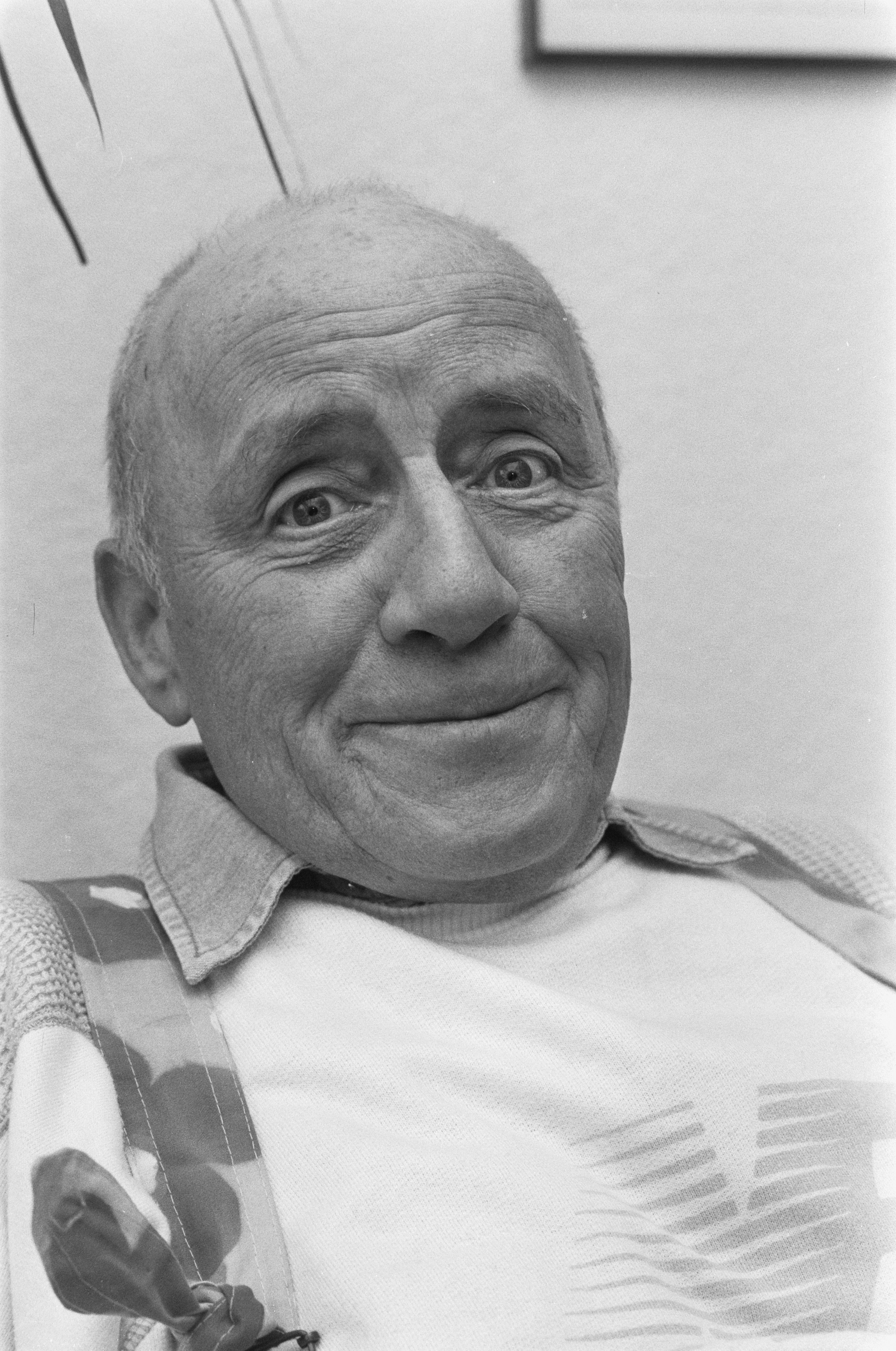
John Kraaijkamp sr.
geboren in 1925

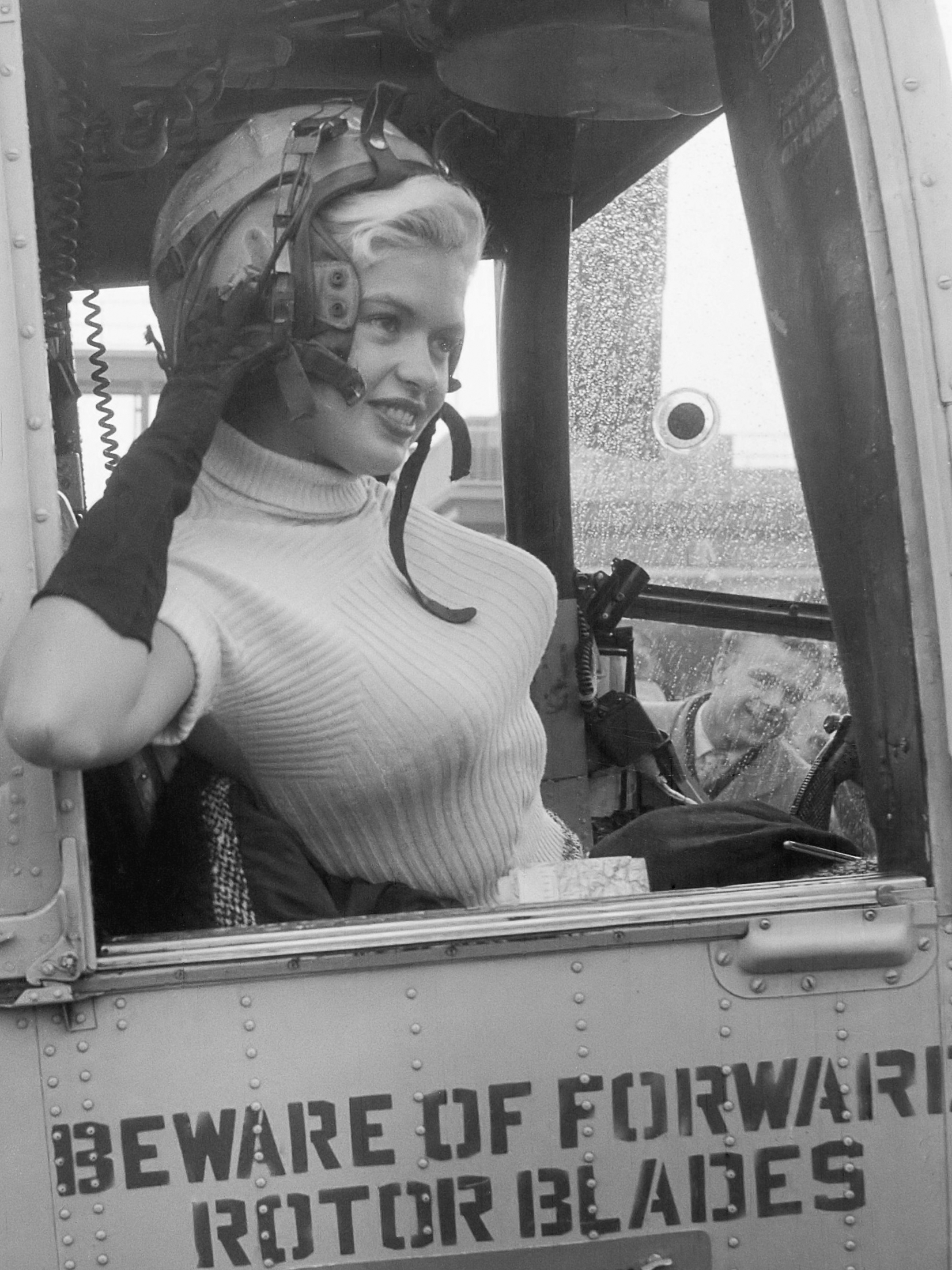
Jayne Mansfield
geboren in 1933

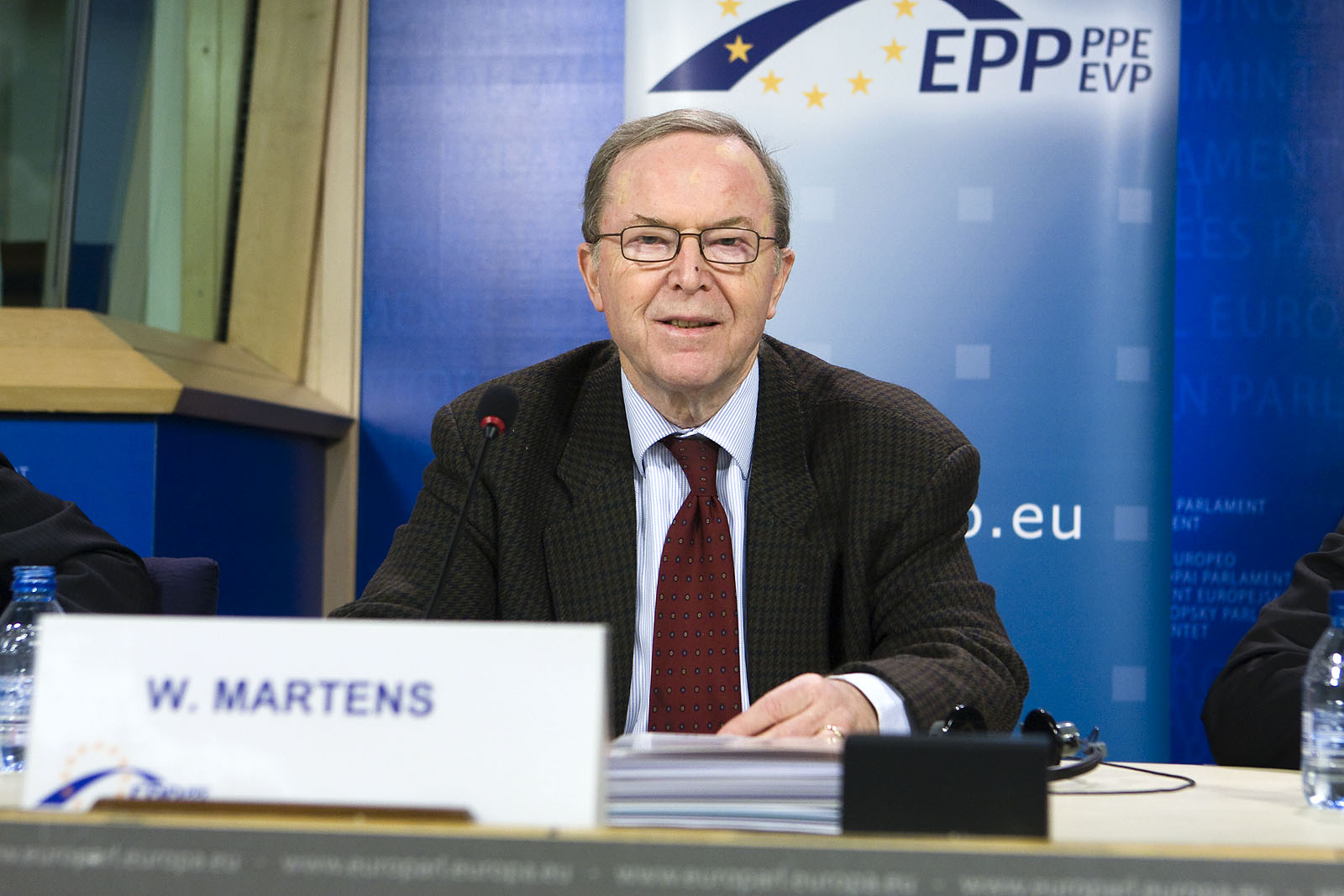
Wilfried Martens
geboren in 1936

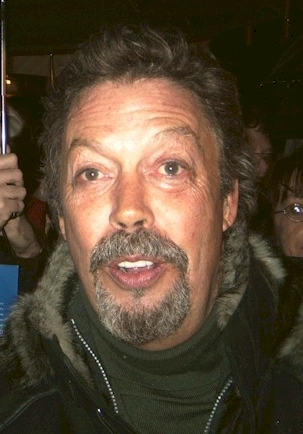
Tim Curry
geboren in 1946

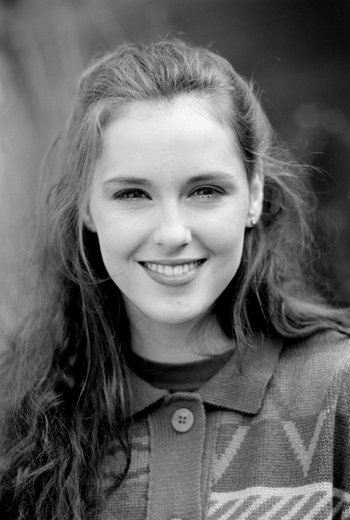
Anniko van Santen
geboren in 1971

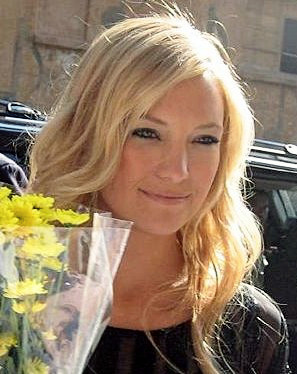
Kate Hudson
geboren in 1979

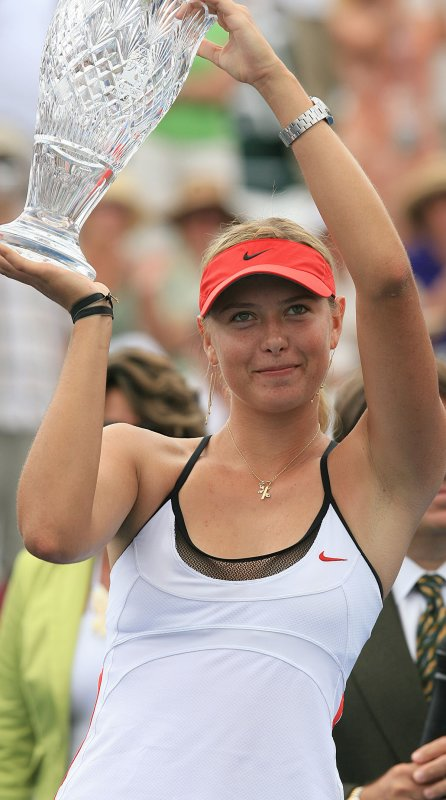
Maria Sjarapova
geboren in 1987

- 1626 - Christina I van Zweden, koningin van Zweden (overleden 1689)
- 1767 - Adrian Hardy Haworth, Brits bioloog (overleden 1833)
- 1793 - Ferdinand I, Oostenrijks keizer (overleden 1875)
- 1832 - Lucretia Garfield, Amerikaans first lady (overleden 1918)
- 1838 - August Allebé,Nederlands schilder en lithograaf (overleden 1927)
- 1849 - Leona Florentino, Filipijns dichteres (overleden 1884)
- 1850 - Theo Mann-Bouwmeester, Nederlands actrice (overleden 1939)
- 1858 - May Robson, Australisch actrice (overleden 1942)
- 1873 - Hermogenes Ilagan, Filipijns zarzuela-zanger, schrijver en producent (overleden 1943)
- 1876 - Hendrik van Mecklenburg-Schwerin, prins der Nederlanden (overleden 1934)
- 1883 - Getúlio Vargas, Braziliaans advocaat en politicus; president 1930-1945 en 1951-1954 (overleden 1954)
- 1887 - Jan Grauls, Belgisch politicus (overleden 1960)
- 1890 - Lou Bandy, Nederlands zanger (overleden 1959)
- 1892 - Germaine Tailleferre, Frans componiste en muziekpedagoog (overleden 1983)
- 1894 - Ketevan Magalasjvili, Georgisch kunstschilderes (overleden 1973)
- 1895 - Anton Pieck, Nederlands tekenaar en kunstschilder (overleden 1987)
- 1895 - Henri Pieck, Nederlands architect, tekenaar en kunstschilder (overleden 1972)
- 1897 - Jiroemon Kimura, oudste man ter wereld ooit (overleden 2013)
- 1897 - Marinus Vertregt, Nederlands wetenschapper (overleden 1973)
- 1905 - Dolf Kamp, Nederlands burgemeester, dijkgraaf en schrijver (overleden 1987)
- 1909 - Conel Alexander, Brits schaker (overleden 1974)
- 1909 - Olof Stahre, Zweeds ruiter (overleden 1988)
- 1910 - Magdalon Monsen, Noors voetballer (overleden 1953)
- 1912 - Rudolf Fischer, Zwitsers autocoureur (overleden 1976)
- 1913 - Ken Carpenter, Amerikaans atleet (overleden 1984)
- 1917 - Johnny Hoes, Nederlands zanger, componist en platenproducer (overleden 2011)
- 1918 - Dirk Durrer, Nederlands cardioloog en hoogleraar (overleden 1984)
- 1918 - Georges Heisbourg, Luxemburgs diplomaat (overleden 2008)
- 1920 - Julien Ries, Belgisch kardinaal (overleden 2013)
- 1921 - Roger Bocquet, Zwitsers voetballer (overleden 1994)
- 1921 - Roberto Tucci, Italiaans kardinaal (overleden 2015)
- 1922 - Erich Hartmann, Duits oorlogsvlieger (overleden 1993)
- 1925 - John Kraaijkamp sr., Nederlands acteur en komiek (overleden 2011)
- 1925 - Hugh O'Brian, Amerikaans acteur en filantroop (overleden 2016)
- 1926 - William Klein, Amerikaans-Frans fotograaf (overleden 2022)
- 1927 - Zdeněk Šimek, Tsjechisch beeldhouwer (overleden 1970)
- 1928 - Nico van Est, Nederlands wielrenner (overleden 2009)
- 1928 - Richard Garwin, Amerikaans natuurkundige (overleden 2025)
- 1928 - Angelo Marciani, Italiaans waterpolospeler (overleden 2022)
- 1929 - Jean Defraigne, Belgisch politicus (overleden 2016)
- 1929 - Pamela Mountbatten, Brits hofdame
- 1930 - Vanna Solofrizzo, Luxemburgs kunstschilder (overleden 2024)
- 1931 - Frederick Brooks, Amerikaans computerwetenschapper (overleden 2022)
- 1931 - Antonius Jan Glazemaker, Nederlands bisschop (overleden 2018)
- 1932 - Fernando Botero, Colombiaans schilder en beeldhouwer (overleden 2023)
- 1933 - Jayne Mansfield, Amerikaans actrice (overleden 1967)
- 1934 - Pim Haak, Nederlands jurist (overleden 2021)
- 1935 - Dudley Moore, Brits acteur en muzikant (overleden 2002)
- 1935 - Justin Francis Rigali, Amerikaans kardinaal-aartsbisschop van Philiadelphia
- 1936 - Henny Bomers, Nederlands bisschop van Haarlem (overleden 1998)
- 1936 - Guy Lutgen, Belgisch politicus en minister (overleden 2020)
- 1936 - Wilfried Martens, Belgisch premier (overleden 2013)
- 1937 - Joseph Estrada, Filipijns president
- 1939 - Ned Bulatović, Joegoslavisch voetballer (overleden 2023)
- 1939 - Jan Martens, Nederlands beeldend kunstenaar (overleden 2017)
- 1939 - Basil van Rooyen, Zuid-Afrikaans autocoureur (overleden 2023)
- 1939 - Eckart Wintzen, Nederlands ondernemer en managementgoeroe (overleden 2008)
- 1940 - Kurt Ahrens Jr., Duits autocoureur
- 1941 - Roberto Carlos, Braziliaans zanger
- 1942 - Frank Elstner, Duits televisiepresentator
- 1942 - Ludo Janssens, Belgisch wielrenner
- 1942 - Alan Price, Brits muzikant, componist en acteur
- 1942 - Hugo Scrayen, Belgisch wielrenner
- 1944 - Marie-Rose Gaillard, Belgisch wielrenster (overleden 2022)
- 1944 - Yves-Marie Maurin, Frans acteur (overleden 2009)
- 1944 - Jac Nelleman, Deens autocoureur
- 1945 - Bert Krijnen, Nederlands atleet
- 1946 - Tim Curry, Brits acteur en zanger
- 1946 - Giulio Zignoli, Italiaans voetballer (overleden 2010)
- 1947 - Frits Castricum, Nederlands politicus (overleden 2011)
- 1947 - Herman Parmentier, Belgisch atleet
- 1948 - Boet van Dulmen, Nederlands motorcoureur (overleden 2021)
- 1948 - Jan Knippenberg, Nederlands ultraloper en historicus (overleden 1995)
- 1950 - Marc Demeyer, Belgisch wielrenner (overleden 1982)
- 1950 - Jacques Herzog, Zwitsers architect
- 1950 - Friedrick van Stegeren, Nederlands/Italiaans diskjockey
- 1951 - Hanneke van Wel-Karbet, Nederlands politica
- 1952 - Hennie Kenkhuis, Nederlands politicus (overleden 2021)
- 1952 - Tony Plana, Cubaans/Amerikaans acteur en filmregisseur
- 1952 - Robert Zubrin, Amerikaans ingenieur
- 1953 - Abdelmajid Dolmy, Marokkaans voetballer (overleden 2017)
- 1953 - Han Kerckhoffs, Nederlands acteur
- 1953 - Sara Simeoni, Italiaans atlete
- 1953 - Ruby Wax, Amerikaans televisiepresentatrice
- 1954 - Trevor Francis, Engels voetballer en voetbalcoach (overleden 2023)
- 1954 - Ingrid Peters, Duits zangeres en presentatrice
- 1955 - Anke Helsen, Nederlands-Belgisch actrice
- 1955 - Ronald Naar, Nederlands alpinist (overleden 2011)
- 1956 - Sue Barker, Brits tennisster en -verslaggeefster
- 1956 - Paul Day, Brits zanger (overleden 2025)
- 1956 - Juhani Himanka, Fins voetballer
- 1956 - Hans Hoogervorst, Nederlands politicus
- 1956 - Jean-Marc Renard, Belgisch bokser (overleden 2008)
- 1957 - Midde Hamrin-Senorski, Zweeds atlete
- 1957 - Tony Martin, Brits rock- en metalzanger
- 1957 - Marjoleine de Vos, Nederlands dichter en columnist
- 1958 - Stevie B, Amerikaans zanger, songwriter en producer
- 1959 - Teofisto Guingona III, Filipijns politicus
- 1961 - Serge Falck, Oostenrijks-Belgisch acteur
- 1961 - Myriam Duchâteau, Belgisch atlete
- 1961 - Kirsten Emmelmann, Duits atlete
- 1962 - Al Unser jr., Amerikaans autocoureur
- 1963 - Peter Van Wambeke, Belgisch voetballer en voetbaltrainer
- 1964 - Saskia Laaper, Nederlands politica
- 1965 - Anders Eriksson, Fins voetballer
- 1966 - Paul Kusters, Nederlands cartoonist
- 1966 - Daan Luijkx, Nederlands wielrenner
- 1966 - Wim Swerts, Belgisch stripauteur
- 1967 - Herri Torrontegui, Spaans motorcoureur
- 1968 - William Houston, Engels acteur
- 1968 - Ashley Judd, Amerikaans actrice
- 1968 - Mswati III, koning van Swaziland sinds 1986
- 1969 - Mark Harbers, Nederlands politicus
- 1970 - Dominique Nouailhac, Frans golfer
- 1971 - Réda Benzine, Algerijns atleet
- 1971 - Jeroen Rietbergen, Nederlands componist en toetsenist
- 1971 - Anniko van Santen, Nederlands televisiepresentatrice
- 1972 - Frank Asselman, Belgisch atleet
- 1972 - Marcelo Elizaga, Ecuadoraans voetballer
- 1972 - Rivaldo, Braziliaans voetballer
- 1973 - Tzipora Obziler, Israëlisch tennisster
- 1974 - Marcus Ehning, Duits ruiter
- 1974 - Inge Huitzing, Nederlands paralympisch sportster
- 1974 - Gerald Sibon, Nederlands voetballer
- 1975 - Jussi Jääskeläinen, Fins voetbaldoelman
- 1975 - Raymond Kipkoech, Keniaans atleet
- 1975 - Bram Lomans, Nederlands hockeyer
- 1976 - Marek Jaskółka, Pools triatleet
- 1976 - Ruud Jolie, Nederlands gitarist
- 1977 - Nanceen Perry, Amerikaans atlete
- 1977 - Ville Väisänen, Fins voetballer en voetbalcoach
- 1979 - Kate Hudson, Amerikaans actrice
- 1979 - Antoaneta Stefanova, Bulgaars schaakster
- 1980 - Peter Delorge, Belgisch voetballer en voetbaltrainer
- 1980 - Clinton Hill, Australisch atleet
- 1980 - Gudisa Shentema, Ethiopisch atleet
- 1981 - Hayden Christensen, Canadees acteur
- 1981 - Kevin Van Impe, Belgisch wielrenner
- 1982 - Wim De Vocht, Belgisch wielrenner
- 1982 - Ola Vigen Hattestad, Noors langlaufer
- 1982 - Aurore Mongel, Frans zwemster
- 1983 - Richal Leitoe, Nederlands voetballer
- 1984 - Aaron Musicant, Amerikaans acteur
- 1985 - Valon Behrami, Zwitsers voetballer
- 1985 - Meselech Melkamu, Ethiopisch atlete
- 1985 - Aleksandr Tretjakov, Russisch skeletonracer
- 1985 - Zhang Xi, Chinees beachvolleyballer
- 1985 - Niki Zimling, Deens voetballer
- 1986 - Ville Jalasto, Fins voetballer
- 1987 - Workitu Ayanu, Ethiopisch atlete
- 1987 - Alexandre Imperatori, Zwitsers autocoureur
- 1987 - Maria Sjarapova, Russisch tennisster
- 1988 - Kristof Maes, Belgisch voetballer
- 1988 - Ágnes Mutina, Hongaars zwemster
- 1989 - Marko Arnautović, Oostenrijks voetballer
- 1989 - Ali Bitalzadeh, Nederlands schaker
- 1989 - Simu Liu, Chinees-Canadees acteur
- 1990 - Karsu Dönmez, Nederlands pianiste en zangeres
- 1990 - Christian Hirschbühl, Oostenrijks alpineskiër
- 1990 - Brecht Kramer, Nederlands schaatsster
- 1990 - Tomas Northug, Noors langlaufer
- 1991 - Steve Cook, Brits voetballer
- 1991 - Jazzmeia Horn, Amerikaans zangeres
- 1991 - Nathan Holman, Australisch golfer
- 1992 - Ïlya Davïdenok, Kazachs wielrenner
- 1992 - Nick Pope, Engels voetballer
- 1992 - James Scully, Amerikaans acteur
- 1993 - Matteo Manassero, Italiaans golfer
- 1993 - Sebastian De Souza, Brits acteur
- 1993 - Lia Wälti, Zwitsers voetbalster
- 1994 - Kevin, Nederlands rapper
- 1994 - Abdel Metalsi, Nederlands-Bosnisch voetballer
- 1994 - Freya Ridings, Engels zangeres
- 1994 - Ajdar Zakarin, Russisch wielrenner
- 1995 - Kevin Akpoguma, Duits voetballer
- 1995 - Madison Love, Amerikaans zangeres
- 1995 - Leah Smith, Amerikaans zwemster
- 1996 - Sanneke de Neeling, Nederlands schaatsster
- 1996 - Erik Valnes, Noors langlaufer
- 1998 - Zhang Yufei, Chinees zwemster
- 1999 - Beth Shriever, Brits BMX'er
- 2000 - Lucas Braathen, Noors alpineskiër
- 2000 - Andreia Faria, Portugees voetbalster
- 2000 - Kristall, Oekraïens zangeres
- 2001 - Éliot Grondin, Canadees snowboarder
- 2001 - Gustav Isaksen, Deens voetballer
- 2001 - Micky van de Ven, Nederlands voetballer
- 2002 - William Alatalo, Fins autocoureur
- 2002 - Talia DellaPeruta, Amerikaans voetbalster
- 2002 - José Ramón Muñiz, Mexicaans wielrenner
- 2002 - Ilja Volkov, Russisch zanger
- 2004 - Marije ten Brinke, Nederlands volleybalster
- 2005 - Kobbie Mainoo, Engels-Ghanees voetballer

## Overleden
- 1054 - Paus Leo IX (51)

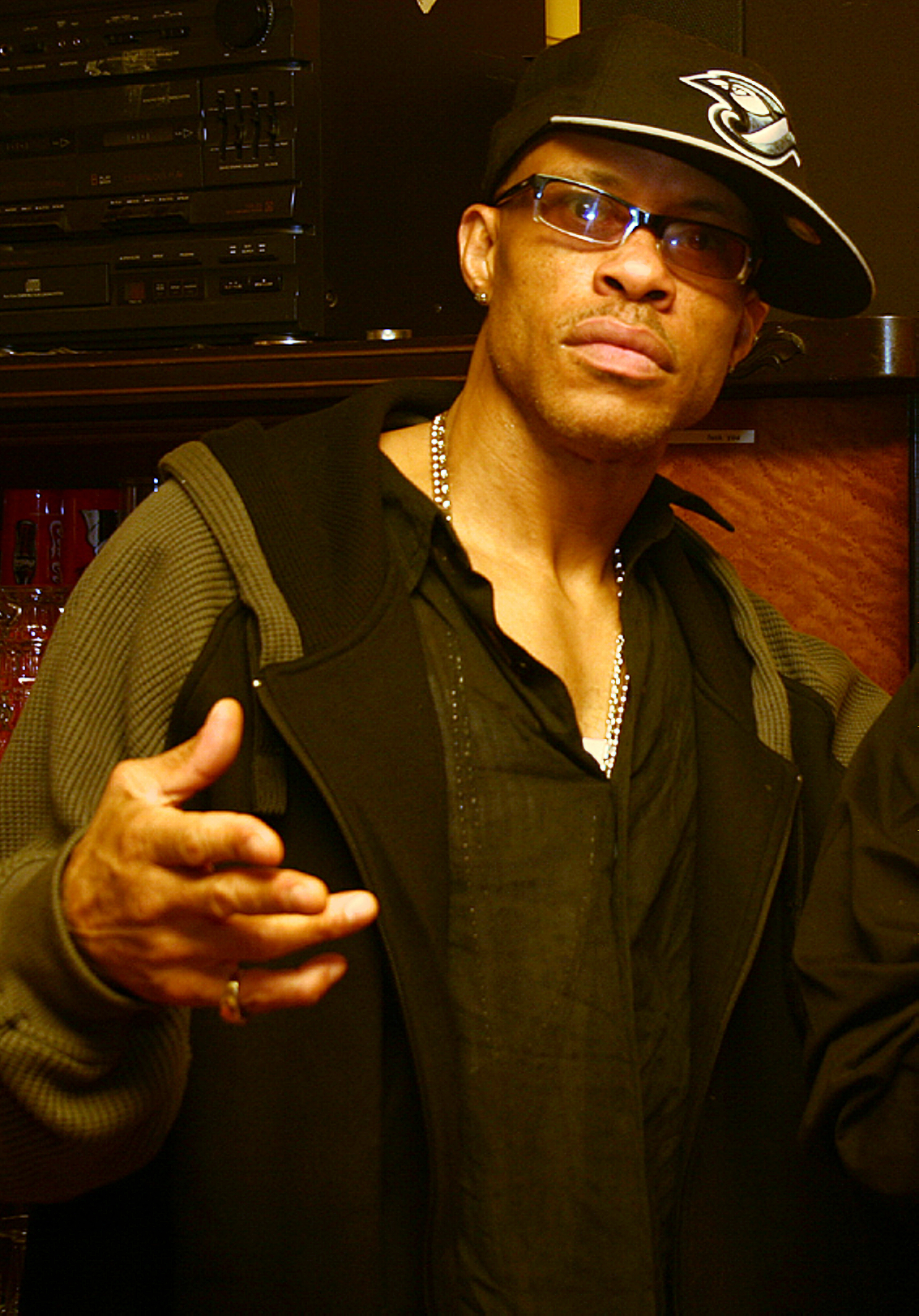
Guru
overleden in 2010

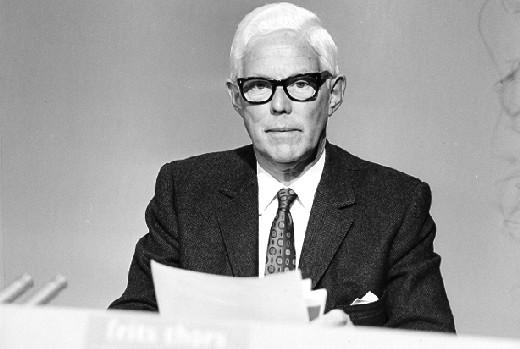
Frits Thors
overleden in 2014

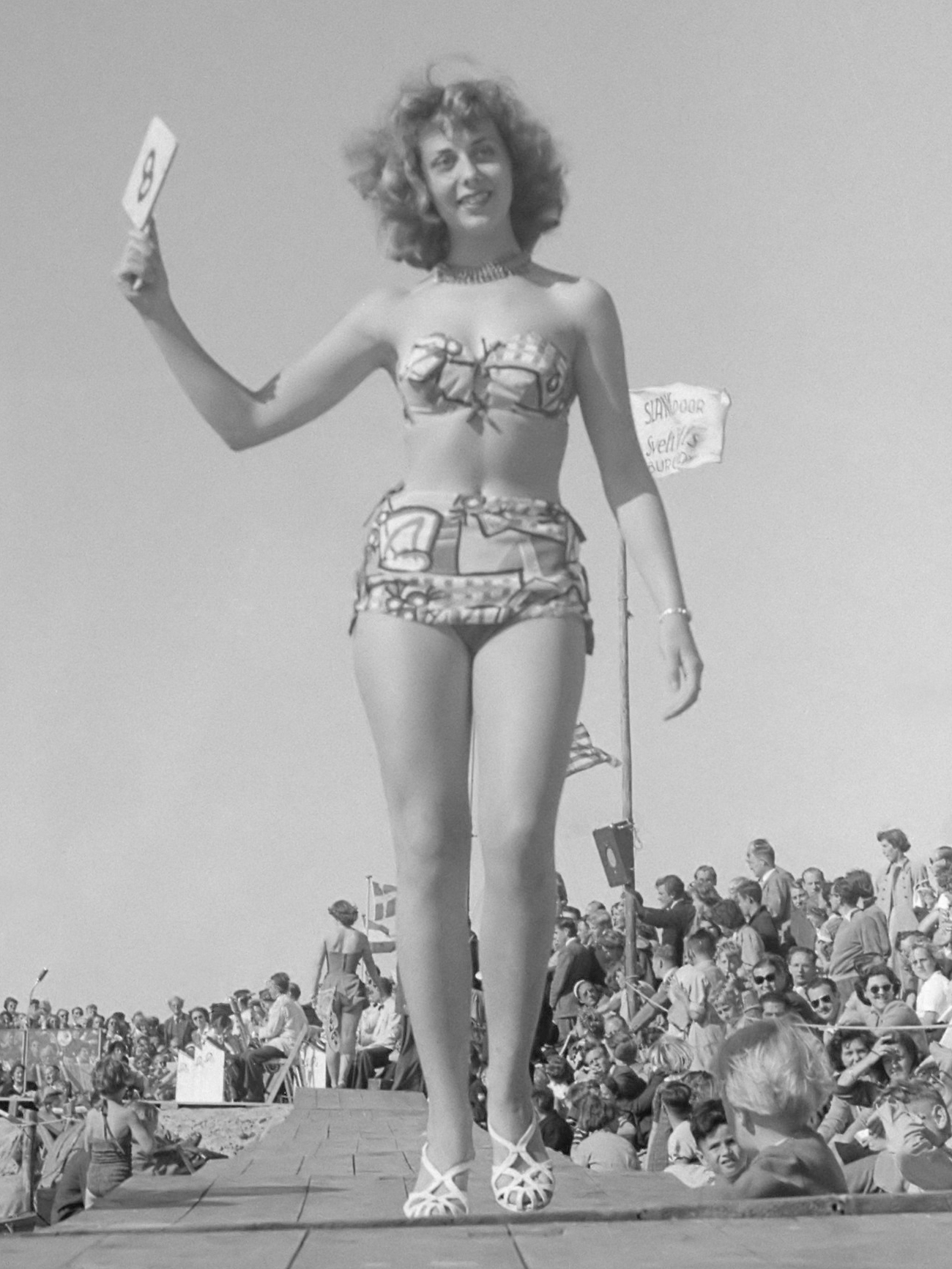
Mimi Kok
overleden in 2014

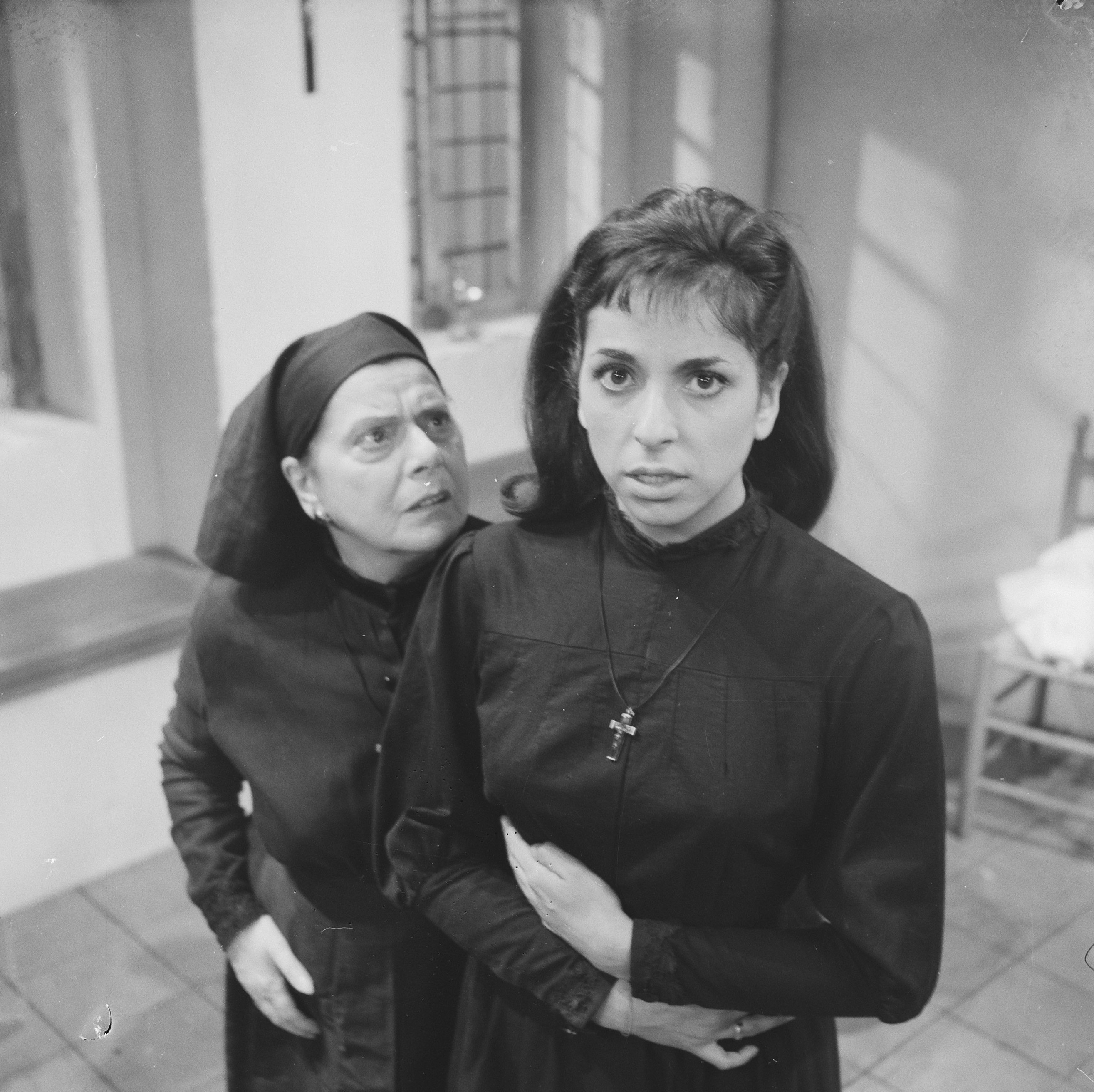
Shireen Strooker (r)
overleden in 2018

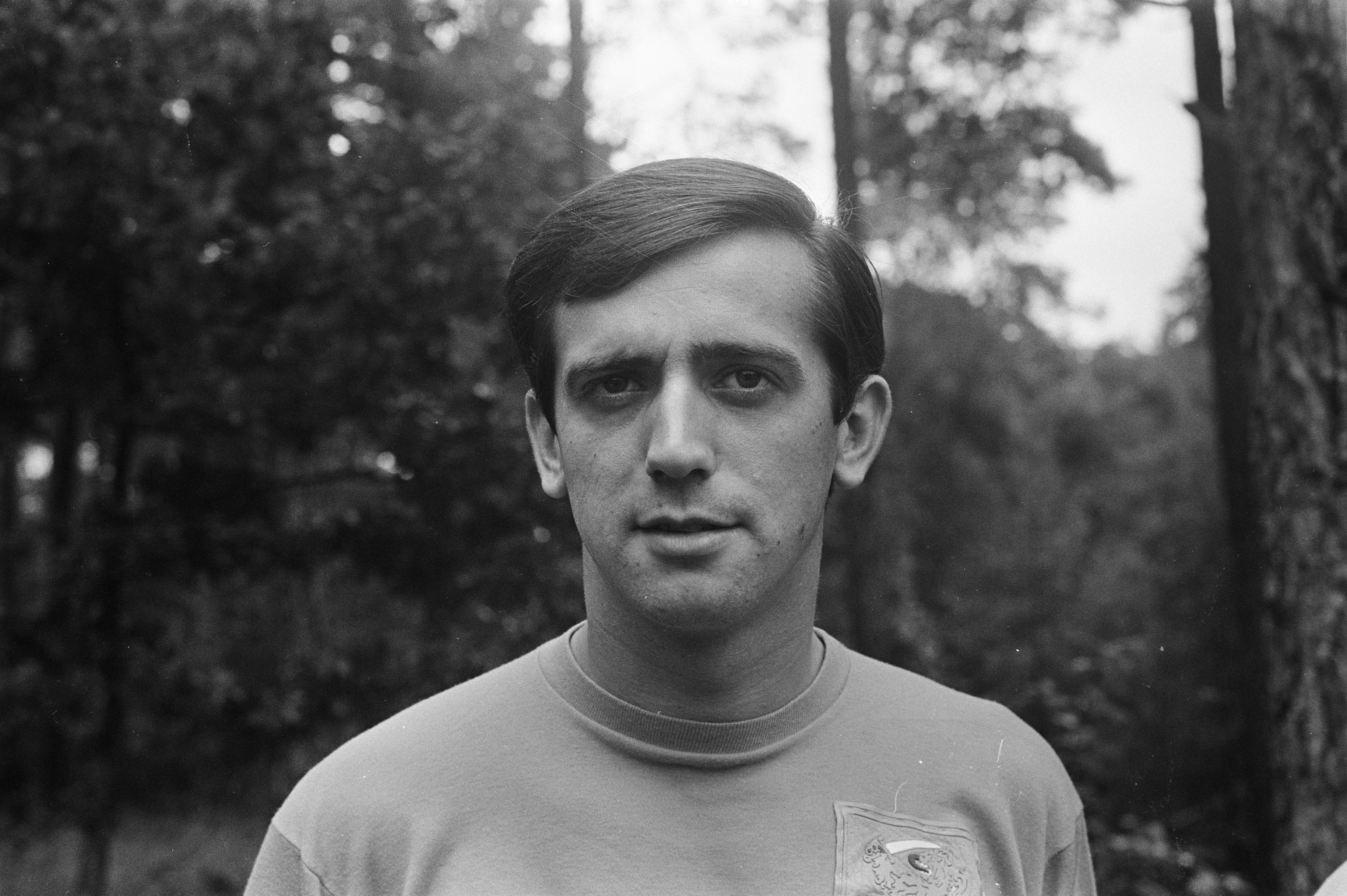
Willy van der Kuijlen
overleden in 2021

- 1552 - Olaus Petri (59), Zweeds kerkhervormer en humanist
- 1572 - Peter van Gent (ca. 90), Belgisch missionaris
- 1608 - Thomas Sackville, Engels staatsman en dichter
- 1791 - Richard Price (68), Brits filosoof
- 1824 - Lord Byron (36), Engels dichter
- 1870 - Andreas Schelfhout (83), Nederlands kunstschilder
- 1882 - Charles Darwin (73), Brits bioloog
- 1906 - Pierre Curie (46), Frans natuurkundige
- 1906 - Spencer Gore (56), Brits tennisser en cricketer
- 1914 - Morton Betts (66), Engels voetballer en cricketspeler
- 1914 - Charles Sanders Peirce (74), Amerikaans filosoof
- 1928 - Dorus Rijkers (81), Nederlands zeevaarder en redder van schipbreukelingen
- 1931 - Louis Dollo (73), Belgisch paleontoloog
- 1939 - Jan de Vries (43), Nederlands atleet
- 1956 - Leon Jungschläger (52), Nederlands zeeman en militair
- 1957 - Willem Albarda (79), Nederlands staatsman en socialistisch politicus
- 1960 - George J. Trinkaus (72), Amerikaans componist en violist
- 1965 - George Dietz (85), Amerikaans roeier
- 1965 - Paul Rijkens (76), Nederlands ondernemer
- 1966 - Albert Servaes (83), Belgisch kunstschilder
- 1967 - Konrad Adenauer (91), West-Duits bondskanselier
- 1971 - Luigi Piotti (57), Italiaans autocoureur
- 1971 - Tommy Thomson (76), Canadees atleet
- 1979 - Wilhelm Bittrich (85), Duits SS-generaal
- 1982 - Gerardo Roxas (57), Filipijns politicus
- 1985 - Jean Auréal (43), Frans motorcoureur
- 1986 - Dag Wirén (80), Zweeds componist
- 1989 - Ferdinand aus der Fünten (79), Duits oorlogsmisdadiger
- 1989 - Daphne du Maurier (82), Engels schrijfster
- 1989 - Theo van der Nahmer (72), Nederlands beeldhouwer en tekenaar
- 1997 - Jo Walhout (66), Nederlands voetballer
- 1998 - Octavio Paz (84), Mexicaans schrijver, dichter en diplomaat
- 2001 - Harry Prieste (104), Amerikaans schoonspringer
- 2002 - Bram Hammacher (104), Nederlands kunstcriticus en kunsthistoricus
- 2002 - Reginald Rose (81), Amerikaans scenarioschrijver[5]
- 2003 - Aurelio Sabattani (90), Italiaans curiekardinaal
- 2004 - Vladimir Kaplitsjny (60), Sovjet-voetballer en trainer
- 2006 - Scott Crossfield (84), Amerikaans testpiloot en astronaut
- 2006 - Jo de Haan (69), Nederlands wielrenner
- 2007 - Ken Albers (82), Amerikaans zanger
- 2007 - Jean-Pierre Cassel (74), Frans acteur
- 2008 - Richard de Bois (59), Nederlands componist en liedjesschrijver
- 2008 - Jan Pit (67), Nederlands zendeling, christelijk schrijver en -spreker
- 2008 - Alfonso López Trujillo (72), Colombiaans kardinaal
- 2008 - Constant Vanden Stock (93), Belgisch voetballer, manager en zakenman
- 2009 - J.G. Ballard (78), Brits schrijver
- 2010 - Guru (48), Amerikaans rapper
- 2010 - Hendrik Sterken Rzn (94), Nederlands schrijver en dichter
- 2011 - Elisabeth Sladen (63), Brits actrice
- 2011 - Grete Waitz (57), Noors atlete
- 2012 - Greg Ham (58), Australisch liedjesschrijver, acteur en muzikant
- 2012 - Levon Helm (71), Amerikaans drummer en zanger
- 2013 - Allan Arbus (95), Amerikaans acteur
- 2013 - François Jacob (92), Frans bioloog
- 2013 - Palle Lykke (76), Deens wielrenner
- 2014 - Mimi Kok (80), Nederlands actrice
- 2014 - Frits Thors (104), Nederlands nieuwslezer
- 2015 - Elio Toaff (99), Italiaans geestelijke
- 2016 - Patricio Aylwin (97), Chileens president
- 2016 - Estelle Balet (21), Zwitsers snowboardster
- 2016 - Ronit Elkabetz (51), Israëlisch filmregisseuse, scenarioschrijfster en actrice
- 2016 - Karl-Heinz von Hassel (77), Duits acteur
- 2016 - Walter Kohn (93), Amerikaans theoretisch natuurkundige en Nobelprijswinnaar
- 2018 - Shireen Strooker (82), Nederlands actrice
- 2019 - Henny de Ruiter (85), Nederlands bestuurder
- 2019 - Patrick Sercu (74), Belgisch wielrenner
- 2020 - Aluísio Francisco da Luz (Índio) (89), Braziliaans voetballer
- 2020 - August Huybrechts (99), Belgisch-Amerikaans componist, muziekpedagoog en organist
- 2020 - Margit Otto-Crépin (75), Frans amazone
- 2020 - Ian Whitcomb (78), Brits zanger, entertainer, songwriter, platenproducer en acteur
- 2021 - Willy van der Kuijlen (74), Nederlands voetballer
- 2021 - Walter Mondale (93), vicepresident van de VS tussen 1977 en 1981
- 2021 - Viktor Sjoevalov (97), Sovjet-Russisch ijshockeyer en voetballer
- 2021 - Jim Steinman (73), Amerikaans tekstschrijver en componist
- 2022 - Mike Gregory (65), Brits darter
- 2022 - Gert Hekma (70), Nederlands socioloog
- 2022 - Sandra Pisani (63), Australisch hockeyster
- 2022 - Kane Tanaka (119), Japans supereeuwelinge en oudste levende mens ter wereld
- 2023 - Peter Martin (81), Brits acteur
- 2023 - Charles-Ferdinand Nothomb (86), Belgisch politicus
- 2023 - Elena Pampoulova (50), Bulgaars-Duits tennisspeelster
- 2023 - Ria Verschaeren (82), Belgisch actrice
- 2024 - Daniel Dennett (82), Amerikaans filosoof
- 2024 - Muhammed Faris (72), Syrisch militair en ruimtevaarder
- 2024 - Siegfried Kirschen (80), (Oost-)Duits voetbalscheidsrechter
- 2025 - Laila al-Zwaini (59), Nederlands-Iraaks juriste en arabiste
- 2025 - Barry Hoban (85), Brits wielrenner
- 2025 - Jay Sigel (81), Amerikaans zakenman en golfspeler

## Viering/herdenking
- Pasen in 1609, 1615, 1620, 1699, 1767, 1772, 1778, 1829, 1835, 1840, 1908, 1981, 1987, 1992, 2071.
- rooms-Katholieke kalender:
  - Heilige Timon († c. 70)
  - Heilige Leo IX († 1054)
  - Heilige Alfege (de martelaar) († 1012)
  - Heilige Expeditus van Melitene († c. 300)

## Weerextremen

### Nederland
| | Officiële records | Officiële records | Officiële records |      | Landelijke records | Landelijke records | Landelijke records           |
| Gebeurtenis | Jaar              | Extreem           | Locatie           | Jaar | Extreem            | Locatie            |                              |
| --- | ----------------- | ----------------- | ----------------- | ---- | ------------------ | ------------------ | ---------------------------- |
| Laagste etmaalgemiddelde temperatuur (°C) | 1933              | 2,5               | De Bilt           |      | 1969               | 0,3                | Eelde                        |
| Hoogste etmaalgemiddelde temperatuur (°C) | 2018              | 19,2              | De Bilt           |      | 2018               | 21,4               | Eindhoven, Lelystad, Twenthe |
| Laagste minimumtemperatuur (°C) | 1979              | −2,7              | De Bilt           |      | 1969               | −8,1               | Eelde                        |
| Hoogste minimumtemperatuur (°C) | 1988              | 13,2              | De Bilt           |      | 2018               | 14,2               | Eindhoven                    |
| Laagste maximumtemperatuur (°C) | 1908              | 6,0               | De Bilt           |      | 1908, 1917-1918    | 5,2                | De Kooy                      |
| Hoogste maximumtemperatuur (°C) | 2018              | 27,4              | De Bilt           |      | 2018               | 29,6               | Lelystad                     |
| Hoogste uurgemiddelde windsnelheid (m/s) | 1926              | 15,4              | De Bilt           |      | 1980               | 22,1               | Hoek van Holland             |
| Hoogste windstoot (m/s) | 1954, 1959        | 19,0              | De Bilt           |      | 1980               | 25,2               | Schiphol                     |
| Langste zonneschijnduur (uur) | 2018              | 13,1              | De Bilt           |      | 2020               | 13,5               | Lauwersoog                   |
| Langste neerslagduur (uur) | 2024              | 11,3              | De Bilt           |      | 2005               | 13,6               | Hupsel                       |
| Hoogste etmaalsom van de neerslag (mm) | 1910              | 19,3              | De Bilt           |      | 2005               | 24,5               | Hupsel                       |
| Laagste etmaalgemiddelde relatieve vochtigheid (%) | 2019              | 42                | De Bilt           |      | 2019               | 39                 | Deelen                       |
| Laagste uurwaarde luchtdruk op zeeniveau (hPa) | 1926              | 983,4             | De Bilt           |      | 1926               | 983,4              | De Bilt                      |
| Hoogste uurwaarde luchtdruk op zeeniveau (hPa) | 2017              | 1037,9            | De Bilt           |      | 2017               | 1038,3             | Hoek van Holland             |
| Officiële records worden altijd gemeten op het KNMI-weerstation in De Bilt. Landelijke records kunnen worden gemeten op elk officieel KNMI-weerstation in Nederland. |                   |                   |                   |      |                    |                    |                              |

Uitzonderlijke gebeurtenissen
- 1901 - Eerste officiële zachte dag van het jaar (maximumtemperatuur ≥ 15 °C in De Bilt)
- 1901 - Eerste landelijke zachte dag van het jaar gemeten in De Bilt (maximumtemperatuur ≥ 15 °C op een officieel weerstation). Dit is de meest late datum waarop de eerste landelijke zachte dag is gemeten
- 1902 - Eerste officiële warme dag van het jaar (maximumtemperatuur ≥ 20 °C in De Bilt)
- 1902 - Eerste landelijke warme dag van het jaar gemeten in De Bilt (maximumtemperatuur ≥ 20 °C op een officieel weerstation)
- 1914 - Eerste officiële warme dag van het jaar (maximumtemperatuur ≥ 20 °C in De Bilt)
- 1929 - Eerste officiële warme dag van het jaar (maximumtemperatuur ≥ 20 °C in De Bilt)
- 1929 - Eerste landelijke warme dag van het jaar gemeten in De Bilt en Maastricht (maximumtemperatuur ≥ 20 °C op een officieel weerstation)
- 2018 - Eerste officiële zomerse dag van het jaar (maximumtemperatuur ≥ 25 °C in De Bilt)
- 2023 - Officieel hoogste uurgemiddelde windsnelheid in m/s van april dit jaar gemeten in De Bilt: 8,0. Samen met 12 april
- 2023 - Officieel langste zonneschijnduur in uren van april dit jaar gemeten in De Bilt: 13,0
- 2023 - Officieel laagste etmaalgemiddelde relatieve vochtigheid in % van april dit jaar gemeten in De Bilt: 50
- 2023 - Landelijk laagste etmaalgemiddelde relatieve vochtigheid in % van april dit jaar gemeten in Twenthe: 45
- 2024 - Officieel langste neerslagduur in uren van april dit jaar gemeten in De Bilt: 11,3 (voorlopig)
- 2024 - Landelijk langste neerslagduur in uren van april dit jaar gemeten in Arcen: 12,5 (voorlopig)
- 2024 - Officieel hoogste etmaalsom van de neerslag in mm van april dit jaar gemeten in De Bilt: 16,6 (voorlopig)

### België
Dagrecords
- 1884 - Laagste etmaalgemiddelde temperatuur 1,5 °C
- 1988 - Hoogste etmaalgemiddelde temperatuur 18,5 °C
- 1884 - Laagste minimumtemperatuur −3,1 °C
- 2018 - Hoogste maximumtemperatuur 28,1 °C[8]
- 1916 - Hoogste etmaalsom van de neerslag 12,1 mm

<< · 1 · 2 · 3 · 4 · 5 · 6 · 7 · 8 · 9 · 10 · 11 · 12 · 13 · 14 · 15 · 16 · 17 · 18 · 19 · 20 · 21 · 22 · 23 · 24 · 25 · 26 · 27 · 28 · 29 · 30 · >>